# Colomano Asen I da Bulgária
Colomano Asen I (em búlgaro:  Калиман Асен I - Kaliman Asen I) foi o imperador da Bulgária  entre 1241 e 1246. Ele era filho de seu antecessor, João Asen II com a imperatriz Ana Maria da Hungria. Seus avós maternos eram André II da Hungria  e Gertrude da Merânia.

## História

Segundo Império Búlgaro no tempo de Colomano (1241-1256)

Colomano foi batizado em homenagem ao seu tio materno, o príncipe Kálmán da Hungria. Seu reinado foi marcou o início do declínio do estado búlgaro. Com apenas sete anos de idade, obviamente o imperador não era capaz de reinar por si só e o país ficou nas mãos de uma regência. Há indícios de que os nobres locais se aproveitaram da situação para abusar de seus poderes nas províncias, como foi o caso de Melnik.
Logo no início do reinado de Colomano, a Bulgária foi invadida pelos mongóis da Horda Dourada liderados por Batu Khan e o ataque só terminou depois que os invasores foram subornados com um tributo anual. A Bulgária já não mais exercia a influência de outrora sobre as regiões vizinhas da Tessalônica e da Sérvia, mesmo ainda mantendo suas fronteiras intactas. Em 1245, o papa Inocêncio IV enviou uma carta ao imperador para pedir a comunhão da Igreja da Bulgária com a Igreja Católica Romana. 
A morte prematura de Colomano em agosto/setembro de 1246 foi atribuída pelo cronista bizantina Jorge Acropolita a duas possíveis causas: morte natural ou envenenamento. Ele foi sucedido pelo seu meio-irmão mais jovem Miguel Asen I (geralmente chamado, incorretamente, de Miguel II Asen).